# جنوب كواي (محطة مترو أنفاق لندن)
جنوب كواي (بالإنجليزية: South Quay)‏ هي إحدى محطات مترو أنفاق لندن. تقع على خط قطار دوكلاندز الخفيف (فرع لويشام) أفتتحت في المنطقة (Zone) رقم 2 أفتتحت في 31 أغسطس 1987.